# 菊本久夫
菊本 久夫（きくもと ひさお、1909年7月18日 - 1937年6月20日）は、日本の俳優である。本名は不詳、マキノ時代は浅尾 大三郎（あさお だいざぶろう）、マキノ家の人間ではないがマキノ 久夫（-ひさお）と名乗っていた。26歳で夭折している。

## 来歴・人物
1909年（明治42年）7月18日、三重県宇治山田市（現在の伊勢市）に生まれる。祖父は、国際活映に所属した俳優の実川延十郎である。1921年（大正10年）の旧制小学校卒業後、11歳で尾上華幸に入門、尾上菊五郎一座の一員として初舞台を踏む。1925年（大正14年）6月からは、祖父・延十郎とともに1年間にわたって、各地を巡業した。
1926年（大正15年/昭和元年）12月、17歳で京都のマキノ・プロダクションに入社、「浅尾大三郎」となる。さっそく、翌1927年（昭和2年）1月21日公開の金森万象監督の『狼火』でデビューする。同年10月14日に公開されたマキノ省三監督、月形龍之介主演の『盛綱』で共演した同世代のマキノ登六、マキノ潔、林正美（マキノ政美）とともに「マキノ」姓を命名され、1928年（昭和3年）、「マキノ久夫」となる。これにマキノ梅太郎を加えた五人組で、「マキノ青年派」を結成し、その結成第1作『神州天馬侠 第一篇』は同年2月3日に公開され、同年中に全4作が製作された。
1931年（昭和6年）1月、嵐寛寿郎の嵐寛寿郎プロダクションに入社、「菊本久夫」となる。1932年、山中貞雄の監督デビュー作『磯の源太 抱寝の長脇差』に「本田三郎太」役で出演するほか、同社で60作以上に出演したが、1937年（昭和12年）6月20日、27歳の誕生日を目前にして死去。26歳没。最後の出演作となった『御存知鞍馬天狗 千両小判』は、没後1か月の同年7月29日に公開された。

## おもなフィルモグラフィ
マキノ・プロダクション
- 狼火　1927年　監督金森万象、原作・脚本山上伊太郎、主演マキノ正唯　※「浅尾大三郎」名義
- 盛綱　1927年　監督・脚本マキノ省三、主演月形龍之介　※「浅尾大三郎」名義
- 神州天馬侠 第一篇　1928年　監督曾根純三、原作吉川英治、脚本椎名良太　※「マキノ久夫」名義
- 神州天馬侠 第二篇　1928年　監督曾根純三、原作吉川英治、脚本椎名良太　※「マキノ久夫」名義
- 神州天馬侠 第三篇　1928年　監督吉野二郎、原作吉川英治、脚本・撮影三木稔　※「マキノ久夫」名義
- 神州天馬侠 第四篇　1928年　監督吉野二郎、原作吉川英治、脚本・撮影三木稔　※「マキノ久夫」名義

嵐寛寿郎プロダクション
- 磯の源太 抱寝の長脇差　1932年　監督・脚本山中貞雄、原作長谷川伸、主演嵐寛寿郎
- 御存知鞍馬天狗 千両小判　1937年　監督仁科熊彦、原作大仏次郎、主演嵐寛寿郎　※遺作

## 関連事項
- 牧野教育映画製作所 - マキノ映画製作所 - 東亜キネマ - マキノ・プロダクション（牧野省三）
- マキノ青年派 - マキノ潔、マキノ久夫、マキノ登六、マキノ政美、マキノ梅太郎
- 嵐寛寿郎プロダクション  （嵐寛寿郎）

## 註
1. 1 2 3 4  『日本映画俳優全集・男優編』（キネマ旬報社、1979年）の「菊本久夫」の項（p.183）を参照。同項執筆は吉田智恵男。
2. ↑  『日本映画俳優全集・男優編』（キネマ旬報社、1979年）の「マキノ登六」の項（p.529）を参照。同項執筆は盛内政志。